# Palazzo d'Avalos del Vasto
Il Palazzo d'Avalos del Vasto è un edificio monumentale di Napoli, situato nel quartiere Chiaia.

## Storia
Venne eretto da Fernando Francesco d'Avalos nel primo quarto del XVI secolo come residenza di rappresentanza della famiglia d'Avalos, dei marchesi di Pescara e del Vasto. Fu poi rimaneggiato nel 1751 dall'architetto napoletano Mario Gioffredo; gli interventi, di stile neoclassico, consistevano nella costituzione di poggioli, precedentemente assenti, utilizzando delle balaustre per ogni vano in modo da evitare la ripartizione in lesene e denotando un leggero bugnato. Dal 2022 il palazzo è soggetto a lavori di restauro che riguardano tutti gli spazi esterni e interni dell'edificio.

## Descrizione
L'ingresso principale, anch'esso opera del Gioffredo, preceduto da quattro colonne con funzione di sostegno del balcone superiore, conduce ad un vestibolo con volte adornato da nicchie e da stucchi di influenza vanvitelliana.

I due corpi di fabbrica, che ne conferiscono la caratteristica forma ad “U”, presentano entrambi, nelle facciate contrapposte, altri due ingressi, dotati di colonnine e poggiolo.
Al primo piano nobile, dove ancora sopravvive una serie di saloni affrescati da Alessandro Fischetti, erano presenti gli Arazzi della battaglia di Pavia, donati da Carlo V d'Asburgo ai d'Avalos, poi donati al Museo di Capodimonte da Alfonso d'Avalos nel 1862. Nel 1849 l'ingegner Achille Pulli realizzò la cancellata che separa il giardino dall'esterno.